# Alena Varmužová
Alena Varmužová (24. dubna 1939, Rožnov pod Radhoštěm – 7. srpna 1997, Ostrava) byla česká matematička a pedagožka.
Vyučovala na Pedagogické fakultě Ostravské univerzity v Ostravě, kde byla vedoucí katedry didaktiky matematiky. Pracovala v Jednotě českých matematiků a fyziků.
Jejím manželem byl sochař Vratislav Varmuža.